# Alain Daigle
Roland Alain Daigle (* 24. August 1954 in Trois-Rivières, Québec) ist ein ehemaliger kanadischer Eishockeyspieler, der im Verlauf seiner aktiven Karriere zwischen 1969 und 1984 unter anderem 406 Spiele für die Chicago Black Hawks in der National Hockey League (NHL) auf der Position des rechten Flügelstürmers bestritten hat.

## Karriere
Daigle verbrachte seine Juniorenzeit zwischen 1969 und 1974 in der Ligue de hockey junior majeur du Québec (LHJMQ) bei den Ducs bzw. Draveurs de Trois-Rivières in seiner Geburtsstadt Trois-Rivières. Während der fünf Spielzeiten in der LHJMQ absolvierte der Flügelstürmer 297 Spiele für das Team, in denen er 371 Scorerpunkte sammelte. In seinem letzten Jahr mit der Mannschaft fungierte er dabei als Mannschaftskapitän. Mit 148 Scorerpunkten war er zudem mit Abstand punktbester Spieler der Draveurs und wurde daher bereits in der ersten Runde an zwölfter Stelle von den Nordiques de Québec aus der World Hockey Association (WHA) im WHA Secret Amateur Draft 1974 gezogen. Wenige Monate später erfolgte die Auswahl im NHL Amateur Draft 1974 in der zweiten Runde an 34. Position durch die Chicago Black Hawks aus der National Hockey League (NHL).
Zur Saison 1974/75 schaffte der 20-Jährige den direkten Sprung in den NHL-Kader der Chicago Black Hawks, nachdem er dort zuvor einen Vertrag unterzeichnet hatte. Obwohl Daigle nie die in ihn gesetzten Erwartungen erfüllen und auch nie mehr als 25 Scorerpunkte erzielen konnte, war er sechs Spielzeiten lang fester Bestandteil der Black Hawks. Sein bestes Spieljahr absolvierte er dabei in der Spielzeit 1978/79, als er eben jene Marke von 25 Scorerpunkten erreichte.
Nachdem er im Folgejahr aber lediglich 16-mal gepunktet hatte, wurde sein Vertrag in Chicago nicht verlängert. Der Franko-Kanadier entschied sich daraufhin seiner Karriere in Europa einen neuen Impuls zu verleihen. Er wechselte zur Saison 1980/81 in die französische Nationale A, wo er einen Vertrag beim Gap Hockey Club unterschrieb. Zum Saisonende kehrte er kurzzeitig nach Nordamerika zurück, um die New Brunswick Hawks aus der American Hockey League (AHL), für die er in der Spielzeit 1978/79 einige Einsätze absolviert hatte, in der Saisonendphase zu unterstützen. Zum Spieljahr 1981/82 wechselte Daigle abermals nach Europa. Er verbrachte die Saison beim EV Innsbruck in der Österreichischen Bundesliga (ÖEL). Mit 51 Punkten in 24 Spielen bestritt er dabei eine erfolgreiche Spielzeit, die ihm zur Saison 1982/83 einen Vertrag bei den Jets de Sherbrooke aus der AHL bescherte. Dort ließ der Stürmer seine Karriere bis zum Ende der Spielzeit 1983/84 mit 81 Punkten in insgesamt 122 Einsätzen solide ausklingen, ehe er seine aktive Karriere kurz vor seinem 30. Geburtstag für beendet erklärte.

## Karrierestatistik
(Legende zur Spielerstatistik: Sp oder GP = absolvierte Spiele; T oder G = erzielte Tore; V oder A = erzielte Assists; Pkt oder Pts = erzielte Scorerpunkte; SM oder PIM = erhaltene Strafminuten; +/− = Plus/Minus-Bilanz; PP = erzielte Überzahltore; SH = erzielte Unterzahltore; GW = erzielte Siegtore; 1 Play-downs/Relegation; Kursiv: Statistik nicht vollständig)